# Atmore
Atmore é uma cidade localizada no estado americano do Alabama, no Condado de Escambia.

## Demografia
Segundo o censo americano de 2000, a sua população era de 7676 habitantes. 
Em 2006, foi estimada uma população de 7485, um decréscimo de 191 (-2.5%).

## Geografia
De acordo com o United States Census Bureau, a localidade tem uma área de 21,7 km², dos quais 21,6 km² cobertos por terra e 0,1 km² cobertos por água. Atmore localiza-se a aproximadamente 79 m acima do nível do mar.

## Localidades na vizinhança
O diagrama seguinte representa as localidades num raio de 40 km ao redor de Atmore. 